# 五木村立五木西小学校端海野分校
五木村立五木西小学校端海野分校（いつきそんりつ いつきにししょうがっこう たんかいのぶんこう）は、かつて熊本県球磨郡五木村乙にあった小学校の分校。
2006年（平成18年）3月末をもって閉校し、五木村立五木西小学校本校に統合された。

## 概要
歴史
1951年（昭和26年）創立。2006年（平成18年）に閉校し、55年の歴史に幕を下ろした。
校章・校歌
五木村立五木西小学校#概要を参照。

## 沿革
- 1951年（昭和26年） -「五木村五木西小学校 端海野分校」（最終名）が創立。
- 1953年（昭和28年）4月 - 五木村立五木中学校端海野分校が併設される。
- 1962年（昭和37年）4月 - 中学校分校が「五木村立五木第一中学校端海野分校」に改称。
- 1967年（昭和42年）9月 - 校舎を新築。
- 1980年（昭和55年）
  - 4月1日 - 小中分校ともに休校となる。
  - 9月 - 中学校分校が廃止される。
- 1986年（昭和61年）4月1日 - 小学校分校が6年ぶりに再開。
- 2000年（平成12年）4月1日 - 再び休校となる。
- 2006年（平成18年）3月31日 - 五木村立五木西小学校本校への統合により閉校。

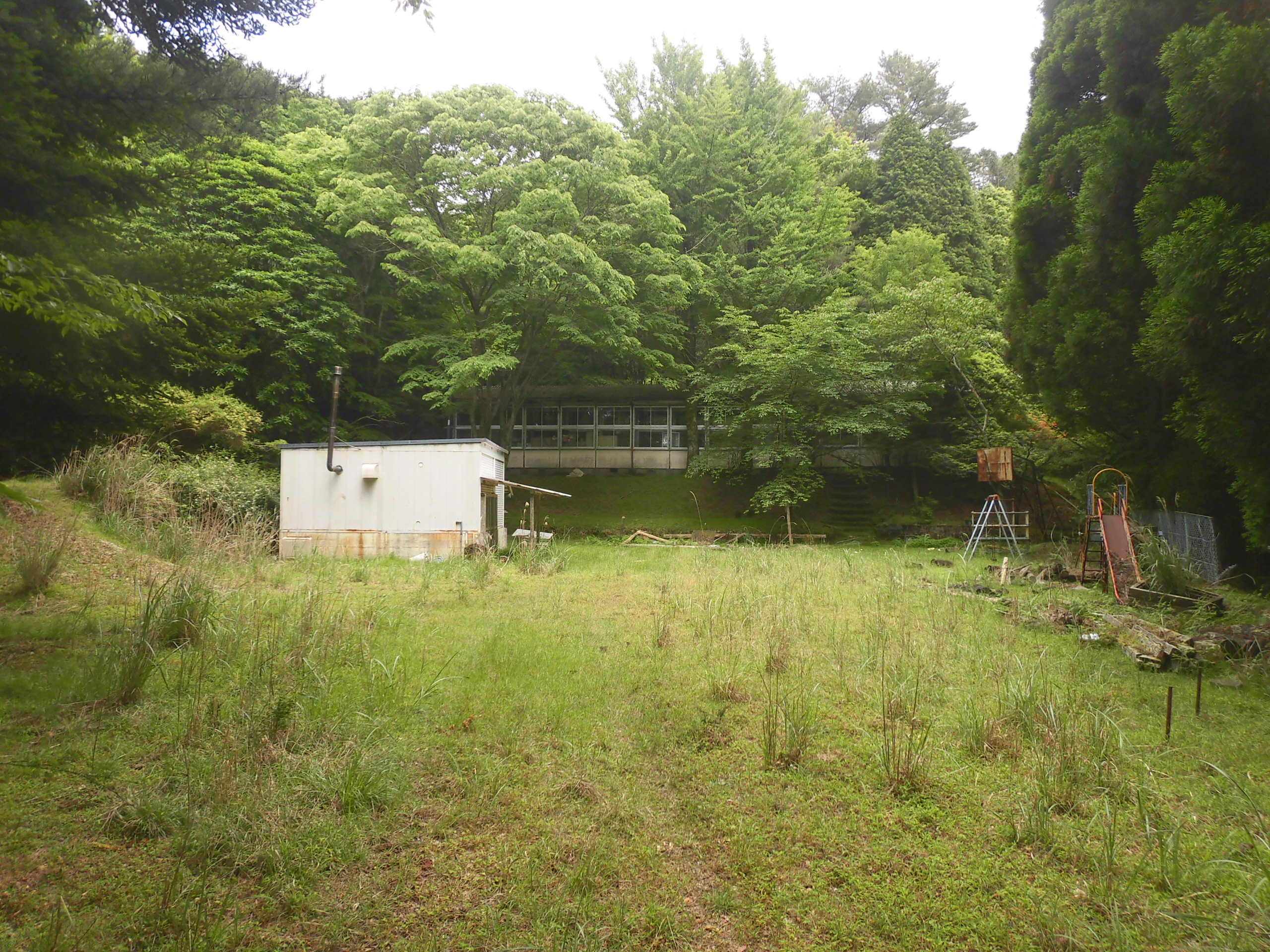
端海野分校 校地
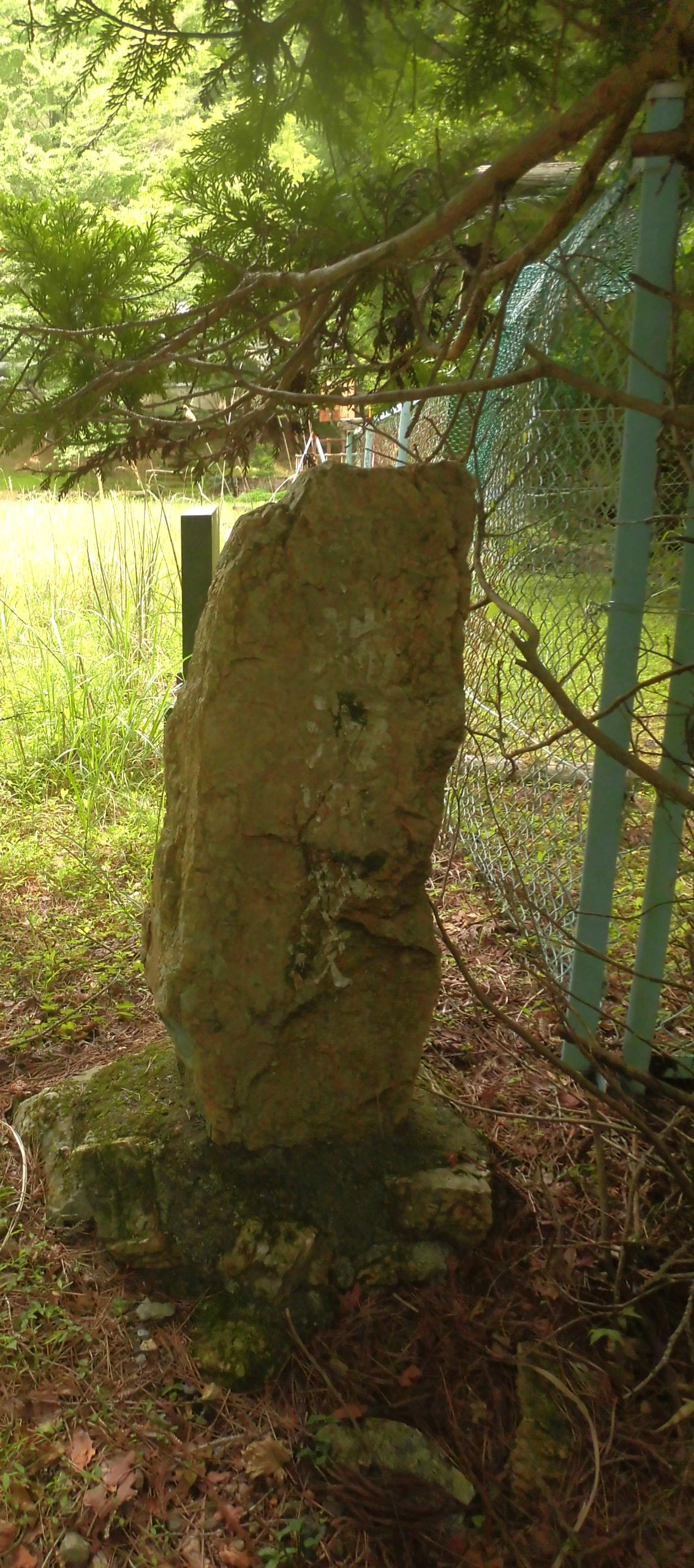
端海野分校 校門門柱
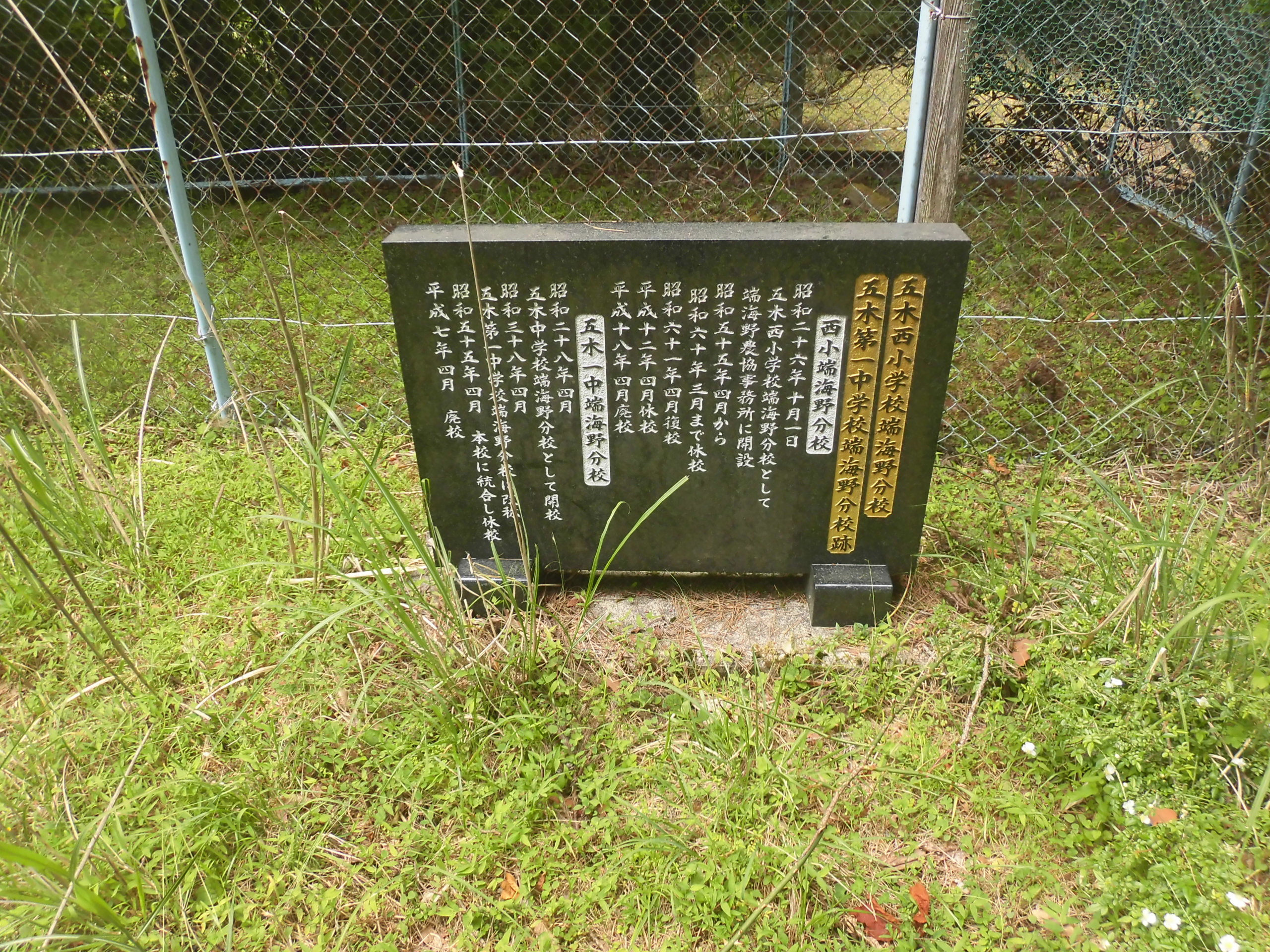
端海野分校 閉校記念碑

## 交通アクセス
最寄りの幹線道路
- 熊本県道25号宮原五木線

## 周辺
- 端海野自然森林公園キャンプ場
- 大滝自然森林公園